# Sandro Nicević
Sandro Nicević (Pula, 16. lipnja 1976.) je hrvatski profesionalni košarkaš. Igra na poziciji centra, a trenutačno je član talijanskog Benettona. Bio je član hrvatske košarkaške reprezentacije koja je sudjelovala na Olimpijskim igrama 2008. u Pekingu.

## Karijera
Karijeru je započeo u Gradinama, a u Hrvatskoj ostaje sve do 2001. godine, nakon čega je krenuo u europsku turneju, tijekom koje je promijenio šest klubova (Olimpija, Le Mans, AEK, Unicaja, Bešiktaš i sada Benetton) iz šest različitih zemalja. Najuspješnija sezona mu je bila 2007./08. u dresu turskog Beşiktaşa, kada je prosječno postizao 13 poena i šest skokova po susretu. Odlična sezona mu je pomogla da se nakon 2003. vrati u hrvatsku košarkašku reprezentaciju i s njome izbori Olimpijske igre u Pekingu. Odmah nakon Olimpijskih igara talijanski Benneton mu je ponudio ugovor te odlazi u Italiju.  U debiju za Benetton je u 34 minute postigao 16 poena (šut za dva 7-12, slobodna bacanja 2-4), 10 skokova i 4 asistencije. Nastavio je s dobrim igrama u talijanskom klubu i prometnuo se u jednog od njihovih najvažnijih igrača. Tome je dokaz što je izabran je za najkorisnijeg igrača od njih ukupno 367 koji su zaigrali u utakmicama 1. kola košarkaškog Eurokupa. U sezoni 2008./09. bio je najbolji igrač kluba u ULEB Eurokupu i u regularom dijelu natjecanja predvodio je svoju momčad sa 12.3 poena, 4.9 skokova, 2.9 asistencija. Niceviću su odlične igre donijele priznanje u drugu petorku Eurokupa. Na kraju godine prihvatio je produženje ugovora na još dvije sezone.

## Vanjske poveznice
- Profil na NLB.com
- Profil na Eurocupbasketball.com